# Mit Gott für König und Vaterland
«Mit Gott für König und Vaterland» (с нем. — «С Богом за Короля и Отечество») — военный девиз Королевства Пруссия.
Прусский (немецкий оригинал) аналог русского девиза «За Веру, Царя и Отечество».
Первоначально являлся девизом прусского короля Фридриха Вильгельма III. С 1813 года стал использоваться на эмблемах второочередных войсковых формирований (ландверов). После этого многократно использовался на военной амуниции, на пикельхельмах и пряжках.

## Галерея
- Девиз на орле пикельхельма.
- Девиз на орле.